# 6e étape du Tour de France 2017
Pour un article plus général, voir Tour de France 2017.
La 6e étape du Tour de France 2017 se déroule le jeudi 6 juillet 2017 entre Vesoul et Troyes, sur une distance de 216 kilomètres. Elle est remportée au sprint par l'Allemand Marcel Kittel, de l'équipe Quick-Step Floors. Il devance le Français Arnaud Démare (FDJ), qui conserve le maillot vert, et l'Allemand André Greipel (Lotto-Soudal). Christopher Froome (Sky) conserve le maillot jaune.

## Parcours
Cette étape entre Vesoul et Troyes est l'une des plus longues de ce Tour de France (216 kilomètres). Son parcours sans difficulté en fait une étape promise aux sprinteurs. Un côte de quatrième catégorie est franchie au kilomètre 69, à Langres. Le sprint intermédiaire est placé à Colombey les Deux Églises,. Une seconde côte de quatrième catégorie est franchie, la côte de la colline Sainte-Germaine à Bar-sur-Aube.

## Déroulement de la course
Trois coureurs, Frederik Backaert (Wanty-Groupe Gobert), Vegard Stake Laengen (UAE Team Emirates) et Perrig Quéméneur (Direct Énergie), s'échappent dès le début de l'étape. Ils creusent une avance qui culmine à 4 min 15 s. Ils sont rattrapés par le peloton à quatre kilomètres de l'arrivée.
L'équipe Quick-Step Floors est très présente en tête de peloton dans les derniers kilomètres, et Fabio Sabatini mène la course à l'entrée du dernier kilomètre. Son leader Marcel Kittel est cependant loin derrière lui à ce moment. Lorsqu'il s'écarte à 500 mètres de l'arrivée, Edvald Boasson Hagen lance son sprint. Celui-ci est dépassé par André Greipel, Nacer Bouhanni, Alexander Kristoff, et Arnaud Démare qui se faufile le long des barrières à droite de la route. Marcel Kittel passe sur le côté gauche de la route, dégagé, et devance nettement Arnaud Démare et André Greipel sur la ligne d'arrivée,,,.
Vainqueur du sprint intermédiaire, Démare garde le maillot vert. La tête du classement général et des classements annexes est inchangée. Vegard Stake Laengen reçoit le prix de la combativité.

## Résultats

### Classement de l'étape
| \| Classement de l'étape \| Classement de l'étape \| Classement de l'étape \| Classement de l'étape \| Classement de l'étape \| \| Coureur \| Coureur \| Pays \| Équipe \| Temps \| \| --------------------- \| --------------------- \| --------------------- \| -------------------------- \| --------------------- \| \| 1er \| Marcel Kittel \| Allemagne \| Quick-Step Floors \| 5 h 05 min 34 s \| \| 2e \| Arnaud Démare \| France \| FDJ \| + 0 s \| \| 3e \| André Greipel \| Allemagne \| Lotto-Soudal \| + 0 s \| \| 4e \| Alexander Kristoff \| Norvège \| Katusha-Alpecin \| + 0 s \| \| 5e \| Nacer Bouhanni \| France \| Cofidis, Solutions Crédits \| + 0 s \| \| 6e \| Dylan Groenewegen \| Pays-Bas \| LottoNL-Jumbo \| + 0 s \| \| 7e \| Michael Matthews \| Australie \| Team Sunweb \| + 0 s \| \| 8e \| Daniel McLay \| Royaume-Uni \| Fortuneo-Oscaro \| + 0 s \| \| 9e \| Rüdiger Selig \| Allemagne \| Bora-Hansgrohe \| + 0 s \| \| 10e \| John Degenkolb \| Allemagne \| Trek-Segafredo \| + 0 s \| |                    |             |                            |                 |
| |                    |             |                            |                 |
| Source : ProCyclingStats |                    |             |                            |                 |
| Classement de l'étape |                    |             |                            |                 |
| Coureur | Coureur            | Pays        | Équipe                     | Temps           |
| 1er | Marcel Kittel      | Allemagne   | Quick-Step Floors          | 5 h 05 min 34 s |
| 2e | Arnaud Démare      | France      | FDJ                        | + 0 s           |
| 3e | André Greipel      | Allemagne   | Lotto-Soudal               | + 0 s           |
| 4e | Alexander Kristoff | Norvège     | Katusha-Alpecin            | + 0 s           |
| 5e | Nacer Bouhanni     | France      | Cofidis, Solutions Crédits | + 0 s           |
| 6e | Dylan Groenewegen  | Pays-Bas    | LottoNL-Jumbo              | + 0 s           |
| 7e | Michael Matthews   | Australie   | Team Sunweb                | + 0 s           |
| 8e | Daniel McLay       | Royaume-Uni | Fortuneo-Oscaro            | + 0 s           |
| 9e | Rüdiger Selig      | Allemagne   | Bora-Hansgrohe             | + 0 s           |
| 10e | John Degenkolb     | Allemagne   | Trek-Segafredo             | + 0 s           |

### Points attribués
| Sprint intermédiaire - Colombey les Deux Églises (km 135) | Sprint intermédiaire - Colombey les Deux Églises (km 135) | Sprint intermédiaire - Colombey les Deux Églises (km 135) | Sprint intermédiaire - Colombey les Deux Églises (km 135) | Sprint intermédiaire - Colombey les Deux Églises (km 135) |
| --------------------------------------------------------- | --------------------------------------------------------- | --------------------------------------------------------- | --------------------------------------------------------- | --------------------------------------------------------- |
|                                                           | Coureur                                                   | Pays                                                      | Équipe                                                    | Point(s)                                                  |
| 1er                                                       | Frederik Backaert                                         | Belgique                                                  | Wanty-Groupe Gobert                                       | 20                                                        |
| 2e                                                        | Vegard Stake Laengen                                      | Norvège                                                   | UAE Emirates                                              | 17                                                        |
| 3e                                                        | Perrig Quéméneur                                          | France                                                    | Direct Énergie                                            | 15                                                        |
| 4e                                                        | Arnaud Démare                                             | France                                                    | FDJ                                                       | 13                                                        |
| 5e                                                        | Michael Matthews                                          | Australie                                                 | Sunweb                                                    | 11                                                        |
| 6e                                                        | André Greipel                                             | Allemagne                                                 | Lotto-Soudal                                              | 10                                                        |
| 7e                                                        | Sonny Colbrelli                                           | Italie                                                    | Bahrain-Merida                                            | 9                                                         |
| 8e                                                        | Alexander Kristoff                                        | Norvège                                                   | Katusha-Alpecin                                           | 8                                                         |
| 9e                                                        | Ben Swift                                                 | Royaume-Uni                                               | UAE Emirates                                              | 7                                                         |
| 10e                                                       | Marcel Kittel                                             | Allemagne                                                 | Quick-Step Floors                                         | 6                                                         |
| 11e                                                       | Fabio Sabatini                                            | Italie                                                    | Quick-Step Floors                                         | 5                                                         |
| 12e                                                       | Jacopo Guarnieri                                          | Italie                                                    | FDJ                                                       | 4                                                         |
| 13e                                                       | Borut Božič                                               | Slovénie                                                  | Bahrain-Merida                                            | 3                                                         |
| 14e                                                       | Zdeněk Štybar                                             | Tchéquie                                                  | Quick-Step Floors                                         | 2                                                         |
| 15e                                                       | Thomas De Gendt                                           | Belgique                                                  | Lotto-Soudal                                              | 1                                                         |
| modifier                                                  |                                                           |                                                           |                                                           |                                                           |

| Arrivée d'étape - Troyes (km 216) | Arrivée d'étape - Troyes (km 216) | Arrivée d'étape - Troyes (km 216) | Arrivée d'étape - Troyes (km 216) | Arrivée d'étape - Troyes (km 216) |
| --------------------------------- | --------------------------------- | --------------------------------- | --------------------------------- | --------------------------------- |
|                                   | Coureur                           | Pays                              | Équipe                            | Point(s)                          |
| 1er                               | Marcel Kittel                     | Allemagne                         | Quick-Step Floors                 | 50                                |
| 2e                                | Arnaud Démare                     | France                            | FDJ                               | 30                                |
| 3e                                | André Greipel                     | Allemagne                         | Lotto-Soudal                      | 20                                |
| 4e                                | Alexander Kristoff                | Norvège                           | Katusha-Alpecin                   | 18                                |
| 5e                                | Nacer Bouhanni                    | France                            | Cofidis                           | 16                                |
| 6e                                | Dylan Groenewegen                 | Pays-Bas                          | Lotto NL-Jumbo                    | 14                                |
| 7e                                | Michael Matthews                  | Australie                         | Sunweb                            | 12                                |
| 8e                                | Daniel McLay                      | Royaume-Uni                       | Fortuneo-Oscaro                   | 10                                |
| 9e                                | Rüdiger Selig                     | Allemagne                         | Bora-Hansgrohe                    | 8                                 |
| 10e                               | John Degenkolb                    | Allemagne                         | Trek-Segafredo                    | 7                                 |
| 11e                               | Dion Smith                        | Nouvelle-Zélande                  | Wanty-Groupe Gobert               | 6                                 |
| 12e                               | Adrien Petit                      | France                            | Direct Énergie                    | 5                                 |
| 13e                               | Edvald Boasson Hagen              | Norvège                           | Dimension Data                    | 4                                 |
| 14e                               | Marco Haller                      | Autriche                          | Katusha-Alpecin                   | 3                                 |
| 15e                               | Rick Zabel                        | Allemagne                         | Katusha-Alpecin                   | 2                                 |
| modifier                          |                                   |                                   |                                   |                                   |

|   | Coureur       | Pays      | Équipe            | Secondes |
| - | ------------- | --------- | ----------------- | -------- |
| 1 | Marcel Kittel | Allemagne | Quick-Step Floors | 10 s     |
| 2 | Arnaud Démare | France    | FDJ               | 6 s      |
| 3 | André Greipel | Allemagne | Lotto-Soudal      | 4 s      |

### Cols et côtes
| Côte de Langres (km 69) 4e catégorie (1,3 km à 6,3%) | Côte de Langres (km 69) 4e catégorie (1,3 km à 6,3%) | Côte de Langres (km 69) 4e catégorie (1,3 km à 6,3%) | Côte de Langres (km 69) 4e catégorie (1,3 km à 6,3%) | Côte de Langres (km 69) 4e catégorie (1,3 km à 6,3%) |
| ---------------------------------------------------- | ---------------------------------------------------- | ---------------------------------------------------- | ---------------------------------------------------- | ---------------------------------------------------- |
|                                                      | Coureur                                              | Pays                                                 | Équipe                                               | Point(s)                                             |
| 1er                                                  | Perrig Quéméneur                                     | France                                               | Direct Énergie                                       | 1                                                    |
| modifier                                             |                                                      |                                                      |                                                      |                                                      |

| Côte de la colline Sainte-Germaine (km 154) 4e catégorie (3,1 km à 4,4%) | Côte de la colline Sainte-Germaine (km 154) 4e catégorie (3,1 km à 4,4%) | Côte de la colline Sainte-Germaine (km 154) 4e catégorie (3,1 km à 4,4%) | Côte de la colline Sainte-Germaine (km 154) 4e catégorie (3,1 km à 4,4%) | Côte de la colline Sainte-Germaine (km 154) 4e catégorie (3,1 km à 4,4%) |
| ------------------------------------------------------------------------ | ------------------------------------------------------------------------ | ------------------------------------------------------------------------ | ------------------------------------------------------------------------ | ------------------------------------------------------------------------ |
|                                                                          | Coureur                                                                  | Pays                                                                     | Équipe                                                                   | Point(s)                                                                 |
| 1er                                                                      | Perrig Quéméneur                                                         | France                                                                   | Direct Énergie                                                           | 1                                                                        |
| modifier                                                                 |                                                                          |                                                                          |                                                                          |                                                                          |

## Classements à l'issue de l'étape

### Classement général
| \| Classement général \| Classement général \| Classement général \| Classement général \| Classement général \| \| Coureur \| Coureur \| Pays \| Équipe \| Temps \| \| ------------------ \| ------------------ \| ------------------ \| ------------------ \| ------------------ \| \| 1er \| Christopher Froome \| Royaume-Uni \| Team Sky \| 23 h 44 min 33 s \| \| 2e \| Geraint Thomas \| Royaume-Uni \| Team Sky \| + 12 s \| \| 3e \| Fabio Aru \| Italie \| Astana \| + 14 s \| \| 4e \| Dan Martin \| Irlande \| Quick-Step Floors \| + 25 s \| \| 5e \| Richie Porte \| Australie \| BMC Racing Team \| + 39 s \| \| 6e \| Simon Yates \| Royaume-Uni \| Orica-Scott \| + 43 s \| \| 7e \| Romain Bardet \| France \| AG2R La Mondiale \| + 47 s \| \| 8e \| Alberto Contador \| Espagne \| Trek-Segafredo \| + 52 s \| \| 9e \| Nairo Quintana \| Colombie \| Movistar Team \| + 54 s \| \| 10e \| Rafał Majka \| Pologne \| Bora-Hansgrohe \| + 1 min 01 s \| |                    |             |                   |                  |
| |                    |             |                   |                  |
| Source : ProCyclingStats |                    |             |                   |                  |
| Classement général |                    |             |                   |                  |
| Coureur | Coureur            | Pays        | Équipe            | Temps            |
| 1er | Christopher Froome | Royaume-Uni | Team Sky          | 23 h 44 min 33 s |
| 2e | Geraint Thomas     | Royaume-Uni | Team Sky          | + 12 s           |
| 3e | Fabio Aru          | Italie      | Astana            | + 14 s           |
| 4e | Dan Martin         | Irlande     | Quick-Step Floors | + 25 s           |
| 5e | Richie Porte       | Australie   | BMC Racing Team   | + 39 s           |
| 6e | Simon Yates        | Royaume-Uni | Orica-Scott       | + 43 s           |
| 7e | Romain Bardet      | France      | AG2R La Mondiale  | + 47 s           |
| 8e | Alberto Contador   | Espagne     | Trek-Segafredo    | + 52 s           |
| 9e | Nairo Quintana     | Colombie    | Movistar Team     | + 54 s           |
| 10e | Rafał Majka        | Pologne     | Bora-Hansgrohe    | + 1 min 01 s     |

### Classement par points
| Classement par points | Classement par points | Classement par points | Classement par points      | Classement par points |
| Coureur               | Coureur               | Pays                  | Équipe                     | Points                |
| --------------------- | --------------------- | --------------------- | -------------------------- | --------------------- |
| 1er                   | Arnaud Démare         | France                | FDJ                        | 170 pts               |
| 2e                    | Marcel Kittel         | Allemagne             | Quick-Step Floors          | 143 pts               |
| 3e                    | Michael Matthews      | Australie             | Team Sunweb                | 96 pts                |
| 4e                    | André Greipel         | Allemagne             | Lotto-Soudal               | 93 pts                |
| 5e                    | Alexander Kristoff    | Norvège               | Katusha-Alpecin            | 74 pts                |
| 6e                    | Sonny Colbrelli       | Italie                | Bahrain-Merida             | 49 pts                |
| 7e                    | Dan Martin            | Irlande               | Quick-Step Floors          | 47 pts                |
| 8e                    | Nacer Bouhanni        | France                | Cofidis, Solutions Crédits | 44 pts                |
| 9e                    | Christopher Froome    | Royaume-Uni           | Team Sky                   | 41 pts                |
| 10e                   | Ben Swift             | Royaume-Uni           | UAE Team Emirates          | 39 pts                |

### Classement du meilleur jeune
| Classement général du meilleur jeune | Classement général du meilleur jeune | Classement général du meilleur jeune | Classement général du meilleur jeune | Classement général du meilleur jeune |
|                                      | Coureur                              | Pays                                 | Équipe                               | Temps                                |
| ------------------------------------ | ------------------------------------ | ------------------------------------ | ------------------------------------ | ------------------------------------ |
| 1er                                  | Simon Yates                          | Royaume-Uni                          | Orica-Scott                          | en 23 h 45 min 16 s                  |
| 2e                                   | Pierre Latour                        | France                               | AG2R La Mondiale                     | + 24 s                               |
| 3e                                   | Louis Meintjes                       | Afrique du Sud                       | UAE Emirates                         | + 41 s                               |
| 4e                                   | Emanuel Buchmann                     | Allemagne                            | Bora-Hansgrohe                       | + 46 s                               |
| 5e                                   | Guillaume Martin                     | France                               | Wanty-Groupe Gobert                  | + 1 min 44 s                         |
| 6e                                   | Tiesj Benoot                         | Belgique                             | Lotto-Soudal                         | + 1 min 47 s                         |
| 7e                                   | Lilian Calmejane                     | France                               | Direct Énergie                       | + 3 min 41 s                         |
| 8e                                   | Alexey Lutsenko                      | Kazakhstan                           | Astana                               | + 4 min 59 s                         |
| 9e                                   | Jay McCarthy                         | Australie                            | Bora-Hansgrohe                       | + 7 min 22 s                         |
| 10e                                  | Élie Gesbert                         | France                               | Fortuneo-Oscaro                      | + 7 min 29 s                         |
| modifier                             |                                      |                                      |                                      |                                      |

### Classement du meilleur grimpeur
| Classement du meilleur grimpeur | Classement du meilleur grimpeur | Classement du meilleur grimpeur | Classement du meilleur grimpeur | Classement du meilleur grimpeur |
| ------------------------------- | ------------------------------- | ------------------------------- | ------------------------------- | ------------------------------- |
|                                 | Coureur                         | Pays                            | Équipe                          | Point(s)                        |
| 1er                             | Fabio Aru                       | Italie                          | Astana                          | 10 points                       |
| 2e                              | Dan Martin                      | Irlande                         | Quick-Step Floors               | 8 pts                           |
| 3e                              | Christopher Froome              | Royaume-Uni                     | Sky                             | 6 pts                           |
| 4e                              | Richie Porte                    | Australie                       | BMC Racing                      | 4 pts                           |
| 5e                              | Nathan Brown                    | États-Unis                      | Cannondale-Drapac               | 3 pts                           |
| 6e                              | Jan Bakelants                   | Belgique                        | AG2R La Mondiale                | 2 pts                           |
| 7e                              | Taylor Phinney                  | États-Unis                      | Cannondale-Drapac               | 2 pts                           |
| 8e                              | Perrig Quéméneur                | France                          | Direct Énergie                  | 2 pts                           |
| 9e                              | Nils Politt                     | Allemagne                       | Katusha-Alpecin                 | 2 pts                           |
| 10e                             | Romain Bardet                   | France                          | AG2R La Mondiale                | 2 pts                           |
| modifier                        |                                 |                                 |                                 |                                 |

### Classement par équipes
| Classement par équipes | Classement par équipes | Classement par équipes | Classement par équipes |
| Équipe                 | Équipe                 | Pays                   | Temps                  |
| ---------------------- | ---------------------- | ---------------------- | ---------------------- |
| 1re                    | Sky                    | Royaume-Uni            | 71 h 14 min 41 s       |
| 2e                     | BMC Racing Team        | États-Unis             | + 1 min 59 s           |
| 3e                     | AG2R La Mondiale       | France                 | + 3 min 21 s           |
| 4e                     | Cannondale-Drapac      | États-Unis             | + 3 min 35 s           |
| 5e                     | Orica-Scott            | Australie              | + 3 min 58 s           |
| 6e                     | Astana                 | Kazakhstan             | + 6 min 00 s           |
| 7e                     | Bora-Hansgrohe         | Allemagne              | + 6 min 55 s           |
| 8e                     | Movistar Team          | Espagne                | + 7 min 23 s           |
| 9e                     | Trek-Segafredo         | États-Unis             | + 8 min 48 s           |
| 10e                    | Fortuneo-Oscaro        | France                 | + 9 min 45 s           |